# Spiegelbild im goldenen Auge
Spiegelbild im goldenen Auge ist ein von John Huston inszenierter US-amerikanischer Thriller aus dem Jahre 1967. Der Handlung liegt der gleichnamige Roman von Carson McCullers zugrunde.

## Handlung
Schauplatz der Handlung ist ein Camp der amerikanischen Army im amerikanischen Süden, die Zeit ist die Gegenwart. Major Weldon Penderton scheint mit seiner Frau, der schönen und kapriziösen Leonora, glücklich verheiratet zu sein. Hinter einem stabilisierenden Gerüst aus straffer militärischer Disziplin und grotesker männlicher Eitelkeit quälen ihn insgeheim jedoch Zweifel an seiner sexuellen Identität. In einer verborgen gehaltenen Schachtel bewahrt er Dinge auf, die ihn an erregende Begegnungen mit anderen Männern erinnern. Darunter befindet sich etwa ein silberner Löffel, den Weldon vor einiger Zeit Captain Weincheck gestohlen hat, einem Außenseiter des Offizierskorps, den Weldon später, als er das Interesse an ihm verliert, zum Verlassen des Militärs drängen wird.
Leonora hat, wie sich im Laufe der Handlung in zunehmender Schärfe zeigt, neben ihren liebreizenden auch sadistische Züge und rächt sich für die sexuelle Indifferenz ihres Mannes mit Spott über seine Impotenz. Gleichzeitig hat sie ein heimliches Liebesverhältnis mit Colonel Morris Langdon. Dessen Ehefrau Alison, eine kunstliebende, sensible, als seelisch gestört geltende Frau, die sich am liebsten in der Gesellschaft ihres fantasievollen, unkonventionellen philippinischen Dieners Anacleto aufhält, entdeckt seine Untreue.
In dieses brisante Viereck dringt Private Williams ein, ein undurchsichtiger, einzelgängerischer einfacher Soldat, den Leonora als Pferdeknecht beschäftigt. Da Williams die Gewohnheit hat, Leonoras Pferde heimlich im Wald auszureiten – ohne Sattel und splitternackt –, wird unausweichlich bald auch Weldon auf ihn aufmerksam. Weldon weiß nicht, dass Williams nur an Leonora interessiert ist, nachts ums Haus schleicht, um sie zu beobachten, und sich schließlich sogar Zutritt zu ihrem Schlafzimmer verschafft, wo er an ihrem Parfüm und ihrer Wäsche schnüffelt und die arglos Schlafende stundenlang betrachtet.
Leonoras fortgesetzte Krittelei an seiner Männlichkeit und besonders an seinem schlechten Reitstil weckt in Weldon den besessenen Wunsch, Leonoras widerspenstigen Hengst Firebird zu reiten und zu unterwerfen. Als der Hengst ihn abwirft, verliert er alle Fassung, zu der er sich bis dahin noch hatte zwingen können, prügelt auf das Pferd ein und bricht schließlich in Verzweiflung zusammen. Williams, der Zeuge der ganzen Szene war, nimmt ihm das verletzte Pferd ab und führt es zurück in den Stall. Als Leonora, die in ihrem Haus zur selben Zeit eine Party gibt, entdeckt, was Weldon getan hat, schlägt sie ihn vor Zeugen mit der Reitgerte.
Während einer Boxveranstaltung, die Weldon gemeinsam mit Leonora und Morris besucht, kommt es zwischen Weldon und Williams zu einem Blickwechsel, den Weldon als homoerotische Annäherung deutet. Anschließend geht er Williams nach, wagt aber nicht, ihm bis zu seinem Quartier zu folgen. Ein Schokoladenpapier, das Williams auf dem Heimweg achtlos fallenlässt, steckt Weldon ein und legt es später in sein Schatzkästchen.
Zur selben Zeit entdeckt Alison, die im Nachbarhaus wohnt, im Garten einen Mann, den sie in der Dunkelheit für Morris hält. Sie läuft nach nebenan und teilt Weldon mit, dass Leonora mit Morris ein Verhältnis habe. Da Weldon ihr nicht glaubt – wie alle anderen hält er Alison für geistesgestört –, betritt sie, um den Ehebrecher zu stellen, selbst Leonoras Schlafzimmer, findet dort jedoch nicht ihren Mann, sondern Williams vor, der sich erneut eingeschlichen hat, um die schlafende Leonora zu betrachten. Nachdem Williams geflohen ist, kehrt Alison nach Hause zurück, teilt ihrem Mann mit, dass seine Geliebte ihn betrüge und dass sie, Alison, sich scheiden lassen werde. Morris lässt seine Frau daraufhin in eine Nervenklinik einweisen, wo sie überraschend an einem Herzinfarkt stirbt.
Schließlich wird Weldon selbst Zeuge, wie Williams nachts durch den Garten schleicht. Auf seinem Bett sitzend erwartet er Williams in der zwiespältigen Hoffnung, er selbst sei das Ziel von Williams’ Begierde. Diese Hoffnung wird jedoch jäh enttäuscht, als Williams nicht in Weldons Schlafzimmer, sondern in das der schlafenden Eleonora eindringt. Rasend vor Eifersucht erschießt Weldon den Liebhaber, den er selbst nicht haben kann.

## Ausdrucksmittel
Filmhistorisch bemerkenswert ist Spiegelbild im goldenen Auge unter anderem wegen seiner formalen Besonderheiten, vor allem wegen der Vielzahl von Fenster-, Blick- und Spiegelmotiven, die Regisseur Huston eingesetzt hat. Viele Szenen sind als Fensterdurchsicht inszeniert, wobei die Kamera jeweils den Standort einer Figur einnimmt, die durch ein Fenster hindurch ein Geschehen beobachtet. Fenster dienen in dem Film auch als Bindeglied zwischen Innenräumen und Außenwelt: zwei Bereichen, denen in vielen Szenen ein symbolischer Charakter zugewiesen wird (innen = Bezwingung der homosexuellen Impulse; außen = Entfesselung der homosexuellen Impulse). Spiegelbild im goldenen Auge ist auch ein Film über Blicke, besonders über beschmutzende Blicke. In einer Schlüsselszene mit stark symbolischem Gehalt malt Anacleto das Bild eines grünen Pfaus, in dessen übergroßem, gelben Auge sich alles, was er sieht, winzig und grotesk widerspiegelt.
In der ursprünglichen Version, die später durch eine normale Farbgebung ersetzt wurde, war zur Unterstreichung dieser Symbolik der gesamte Film in einen fahlen Goldton getaucht („Filtracolor-Verfahren“).
Allgegenwärtig sind in dem Film auch voyeuristische Blicke: Williams betrachtet heimlich die manchmal schlafende, manchmal nackt durchs Hause laufende Leonora; Leonora provoziert den impotenten Weldon mit einem Striptease, den er handlungsunfähig betrachtet; sowohl Leonora als auch Weldon betrachten heimlich den nackt reitenden Williams. Der abstoßend eitle Weldon betrachtet sich in vielen Szenen selbst im Spiegel, einem weiteren zentralen Bestandteil der Formsprache des Films, dem Spiegelbild im goldenen Auge auch seinen Titel verdankt. Fast alle Innenräume des Schauplatzes sind mit Spiegeln ausgestattet, in viele Einstellungen ist die Kamera auf einen Spiegel gerichtet und zeigt die handelnden Personen als Reflexion. Während der emotional gänzlich isolierte Weldon stets nur seinem eigenen Spiegelbild begegnet, findet die warmherzige, liebesfähige Alison ihr „Spiegelbild“ in einem anderen Menschen: ihrem treuen Freund Anacleto. Eine der eindrucksvollsten Szenen des Films zeigt, wie Alison eine bittere Medizin einnimmt – im Bild zu sehen ist dabei jedoch gar nicht Alisons Gesicht, sondern das Gesicht Anacletos, der Alison das Mittel mit dem Löffel einflößt und ihr bitter verzerrtes Gesicht für den Zuschauer sichtbar macht, indem er es – ergänzt um die Nuance tiefen Mitleidens – mit seinem eigenen Gesicht widerspiegelt. Im Verlaufe einer Sequenz, in der Weldon und Leonora sich einen Streit liefern, ist die Kamera in einer Einstellung in Großaufnahme auf das Auge von Williams gerichtet, der den Streit heimlich beobachtet und in dessen Auge Weldon und Leonora sich nun spiegeln.
Einen Teil seines beunruhigenden Charakters verdankt Spiegelbild im goldenen Auge der dissonanten, teilweise atonalen Musik des mehrfach preisgekrönten japanischen Komponisten Mayuzumi Toshirō.

## Produktion und Rezeption
Die Warner Bros. planten eine Verfilmung von Carson McCullers 1941 erschienenen Roman Spiegelbild im goldenen Auge bereits seit Anfang der 1960er Jahre. Die Vorbereitungen verzögerten sich jedoch immer wieder, da erstens das Thema Bedenken verursachte – der Film sollte der erste Hollywoods werden, der offen von Homosexualität handelte – und da zweitens Montgomery Clift, der für die Rolle des Weldon Penderton vorgesehen war, ein Alkoholproblem hatte und in den Augen der Produzenten ein erhebliches wirtschaftliches Risiko darstellte. Elizabeth Taylor, die für die weibliche Hauptrolle ausgewählt worden war, fürchtete, dass Clift, ihr langjähriger Freund, nicht überleben würde, wenn er nicht bald zur Arbeit zurückkehrte, setzte sich für ihn ein und übernahm persönlich die Kosten für eine Versicherungspolice, die die Produzenten im Falle von Clifts Versagen entlasten würde.
Als Clift am 23. Juli 1966 überraschend an einem Herzinfarkt starb, zogen die Warner Bros. als Ersatz zunächst Richard Burton und Lee Marvin in Betracht, die die heikle Rolle jedoch ablehnten. Auch Marlon Brando erteilte zunächst eine Absage, da er fürchtete, sein bereits lädiertes Image mit der Darstellung eines unsympathischen Homosexuellen noch weiter zu beschädigen, änderte nach einem ausführlichen Gespräch mit John Huston, den Taylor als Regisseur ausgewählt hatte, jedoch seine Meinung und erkannte, dass die Darstellung des anspruchsvollen und vielschichtigen Charakters Weldons ihm die Möglichkeit eröffnen würde, sein Talent – von dem er seit Ende der 1950er Jahre kaum noch Gebrauch gemacht hatte – erneut zu zeigen.
Die Dreharbeiten fanden im Herbst 1966 in Mineola auf Long Island und – zum größeren Teil – in den Dino-De-Laurentiis-Studios in Rom statt. Italien wurde deshalb ausgewählt, weil das Land Taylor und Huston steuerliche Vorteile bot und weil Aufnahmepersonal und Statisten dort preiswerter angeheuert werden konnten als in den USA. Brandos Darstellung kam es sehr zugute, dass Huston die Gewohnheit hatte, seinen Darstellern viel Raum zur künstlerischen Entfaltung zu lassen. Während Taylor sich üblicherweise auf jede Szene perfekt vorbereitete und mit einem einzigen Take auskam, benötigte Brando, der stets „aus dem Bauch heraus“ spielte, Freiheit zur Improvisation und bat häufig darum, eine Szene wieder und wieder aufnehmen zu lassen, bis er mit dem Ergebnis zufrieden war. Huston, der froh war, dass Brando während der Arbeiten zu diesem Film zum Method Acting zurückfand, ging bereitwillig darauf ein. Richard Burton, der seine Frau nach Rom begleitet hatte, nutzte die Gelegenheit, um Brandos Arbeit vor der Kamera zu studieren. Taylor hatte in dem Film eine Nacktszene, spielte dergleichen aber grundsätzlich nicht und ließ sich doubeln.
Als Spiegelbild im goldenen Auge am 11. Oktober 1967 in den USA uraufgeführt wurde, empfing die Kritik das Werk kühl. Auch die Nachfrage beim Publikum war so gering, dass die Herstellungskosten nicht eingespielt wurden. Produzent Ray Stark zog daraus den Schluss, dass Publikum und Presse für einen Film über Homosexualität noch nicht reif seien. John Huston hielt den Film für seinen bis dahin besten. Zu Recht wurden Spiegelbild im goldenen Auge jedoch auch konzeptionelle Schwächen vorgeworfen, wie z. B. die unfertige Ausarbeitung der Figur des Private Williams, bei dem völlig unklar bleibt, ob er wirklich bisexuell ist.

## Kritiken
„Verfilmung eines Romans von Carson McCullers, psychologisch oberflächlich, aber eindrucksvoll und zurückhaltend inszeniert und gut gespielt.“

„Die Verfilmung des Romans der amerikanischen Schriftstellerin Carson McCullers geriet in dieser Hollywood-Produktion in den äußeren Linien zwar sehr werkgetreu, aber im Vergleich zur psychologischen Meisterschaft der Autorin stark vergröbert und vereinfacht.“

«Ein richtiges Treibhaus seltsamer Gefühle und bizarrer Phantasien, in dem Brando und Taylor launisch vor sich hin brüten, die Peitsche schwingen und auf symbolischen Hengsten durch die Gegend reiten. Gefangen in den Familienunterkünften eines Armeelagers im tiefen amerikanischen Süden, techtelt sie mit einem andern Offizier, während er hoffnungsvoll einen jungfräulichen Soldaten mit einer Vorliebe für Nacktritte im Wald hofiert. (...) Alles endet, vorhersehbar, mit Mord, doch es ist nicht halb so lachhaft, wie es klingt. Denn erstens ist John Hustons verquerer Humor allen Figuren weit voraus – das ungewöhnlich werkgetreue Drehbuch vermag ihnen Tiefe und Glaubwürdigkeit zu verleihen. Und zweitens zieht sich durch alles hindurch stimmig ein Gefühl von stiller Sommerflaute, […] aus dem heraus alles möglich erscheint.»

## Weitere Informationen
Ungenannt, in einer kleinen Rolle als Soldat, erscheint in dem Film der 28-jährige Harvey Keitel.